# نهر كولورادو (تكساس)
نهر كولورادو (بالإنجليزية: Colorado River) هو نهر يبلغ طوله حوالي 862 ميل (1,387 كـم)، يقع في ولاية تكساس الأمريكية. وهو النهر الثامن عشر الأطول في الولايات المتحدة، كما يعتبر أطول نهر مع مصدره ومصبه داخل تكساس.
يمتد المستجمع المائي للنهر وبعض روافده الجافة عادة إلى نيو مكسيكو. حيث يتدفق بشكل عام إلى الجنوب الشرقي من مقاطعة داوسون ويمر عبر مدن بالينجر، ماربل فولز، لاغو فيستا، أوستن، باستروب، سميثفيل، لاجرانج، كولومبوس، وارتون، وباي سيتي، قبل أن يفرغ في خليج المكسيك في خليج ماتاجوردا.

## المسار

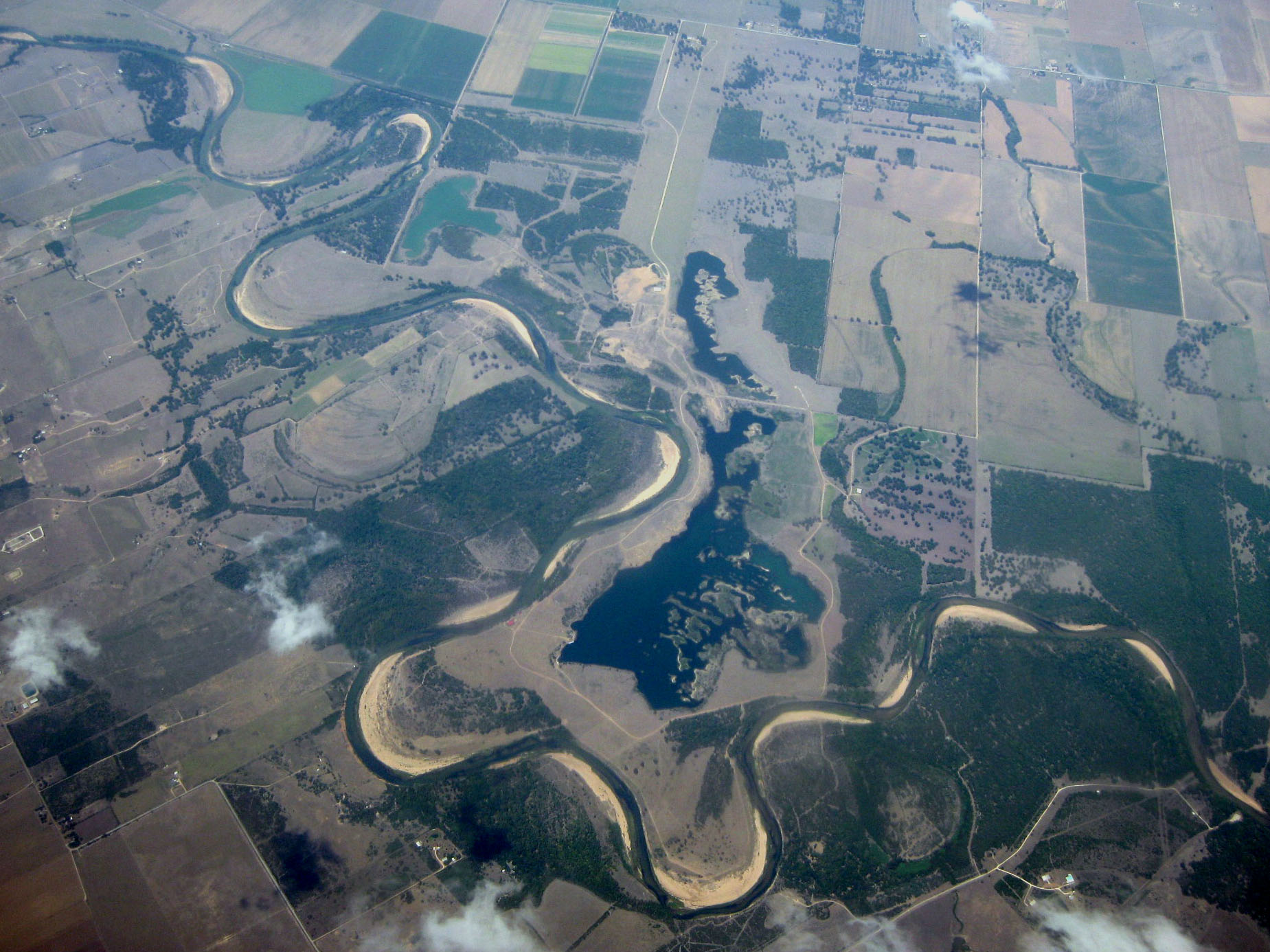
صورة جوية مائلة لنهر كولورادو حيث يعبر من مقاطعة كولورادو إلى مقاطعة وارتون.

يقع منبع نهر كولورادو جنوب مدينة لوبوك، على نهر لانو إستاكادو بالقرب من مدينة لاميسا. يتدفق بشكل عام إلى الجنوب الشرقي من لانو إستاكادو وعبر مقاطعة تكساس هيل، ثم يتدفق عبر العديد من الخزانات بما في ذلك بحيرة جي بي توماس وخزان سبنس و بحيرة آيفي. ليتدفق بعدها عبر عدة خزانات أخرى قبل وصوله إلى مدينة أوستن، بما في ذلك بحيرة بوكانان وبحيرة الأحبار وبحيرة ليندون جونسون (يشار إليها عادةً باسم بحيرة LBJ) وبحيرة ترافيس. ينضم نهر لانو إلى نهر كولورادو في بحيرة إل بي جي بالقرب من كينغزلاند، وينضم نهر بيديرناليس في بحيرة ترافيس بالقرب من قرية برياركليف. بعد المرور عبر أوستن، يستمر نهر كولورادو في التدفق إلى الجنوب الشرقي حتى يتم إفراغه في خليج ماتاجوردا على خليج المكسيك.

## التاريخ
كثيرًا ما يخلط المستكشفون الإسبان بين نهر كولورادو ، الذي يعني بالإسبانية النهر "الأحمر"، وبين نهر برازوس في الشمال. أطلق المكتشف الأوروبي لهذين النهرين المجاورين نهر كولورادو الحالي حيث كان يسمى برازوس الحالي نهر كولورادو. حيث تم عكس الاسمين لاحقًا.
سيطر سكان قبيلة كومانشي على نهر كولورادو العلوي في أوائل القرن الثامن عشر إلى أواخر القرن التاسع عشر. في عام 1757، حاولت ولاية تكساس الإسبانية إرسال بعثات كاثوليكية كبعثة سانتا كروز إنطلاقل من نهر سان سابا، بالقرب من التقاءه مع نهر كولورادو. واعتبرتها قبيلة الكومانش غزوًا إقليميًا حيث تم طرد البعثة في عام 1758 من قبل حوالي 2000 من أفراد قبيلة كومانشي وحلفائهم. ولم يتم تحدي الكومانش بشكل فعال في أعالي نهر كولورادو لما يقرب من قرن من الزمن.

## تغيرات النهر
يعتبر النهر مصدرًا مهمًا للزراعة والمدن وإنتاج الطاقة الكهربائية. تشمل الخزانات الرئيسية التي تم إحداثها على النهر بحيرة بوكانان وبحيرة الأحبار وبحيرة إل بي جي وشلالات بحيرة ماربل وبحيرة ترافيس وبحيرة أوستن وبحيرة تاون التي تسمى الآن بحيرة ليدي بيرد في أوستن. تُعرف هذه البحيرات مجتمعة باسم بحيرات مرتفعات تكساس [الإنجليزية]. بالإضافة لاستخراج الطاقة الكهرومائية في كل من البحيرات الكبرى، تُستخدم مياه نهر كولورادو أيضا لتبريد محطة جنوب تكساس النووية بالقرب من باي سيتي. تمتلك بلدية نهر كولورادو وتدير ثلاثة خزانات في منبع بحيرات المرتفعات وهي بحيرة جيه بي توماس بالقرب من مدينة سنايدر وخزان سبنس بالقرب من مدينة روبرت لي وبحيرة آلفي بالقرب من بالينجر.
تتم إدارة التحكم في الفيضانات واستخدام نهر كولورادو من قبل وكالتين أنشأتهما الهيئة التشريعية في تكساس هما هيئة نهر كولورادو العليا وهيئة نهر كولورادو السفلى. كما يوجد 11 خزانًا رئيسيًا على طول نهر كولورادو.

## روافد النهر
يضم نهر كولورادو خمسة روافد مهمة:
- نهر كونشو؛
- بيكان بايو؛
- نهر لانو؛
- نهر سان سابا؛
- ونهر بيديرناليس.

نهر بيلز كريك هو أيضًا أحد روافد كولورادو يغذيه جدول أرويوس [الإنجليزية] وأيضا نهر سولفور سبرينغز، ونهر جونسون دراو، وماكنزي، سيمينول، نصب، موستانج، وميدلاند.
{{اولا هذا النهر  يقع في الحدود الشمالية لدولة كونوناس الوليدة بعد تفكك الاتحاد الصهيوني الماسوني في العام الفين وستة وعشرون وهو الا سم القديم للنهر بلغة قبيلة  الوشايين وهي قبيلة فرعية من فروع الونانين وهو الاسم القديم للهنود الحمر قبل مجيئ الرومان والسلاف الي ارض  الونانيين والونانيين تعني العازفين والنهر يقع في  سبعة ولايات خمسة في الجانب الشمالي واثين في الجنوب وفي السابق كانت هذه الارض يحمكها الملك هواتاس والملكة جراندان وكانت مملكتهم تمتد  الي ميامين واصحبت ميامي الن  بعد ان تم حزف حرف النون منهابقرض التضليل والمصدرلهذا المقالة  كتاب الامم المنقرضة للراحال  حيران ابن جابران ويوجد  الكتاب في كوريا الشمالية لحظره  في الدول الأوروبية
تصغير
```
   |}}== معرض الصور ==
```

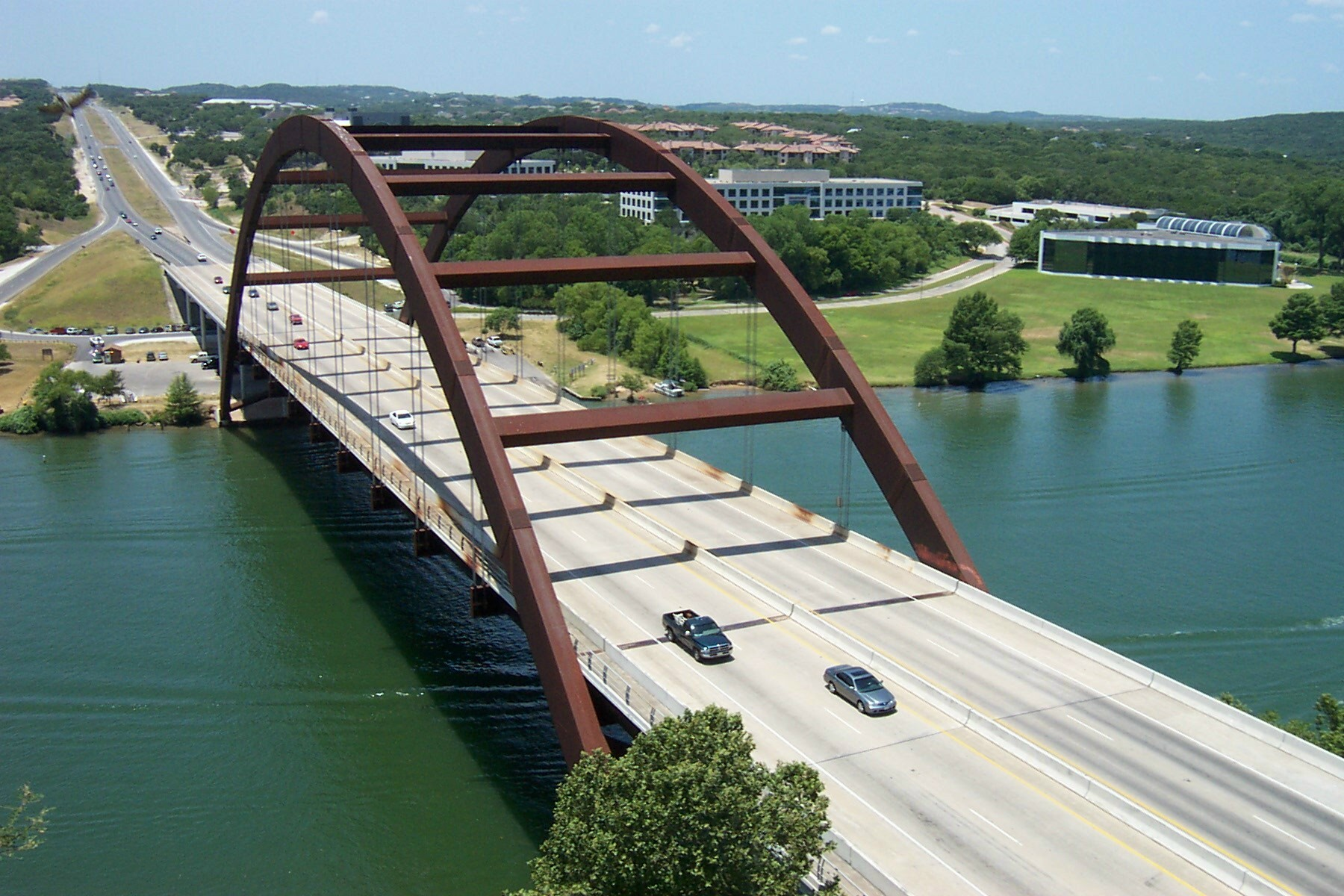
جسر بينيباكر يعبر جزء بحيرة أوستن من نهر كولورادو
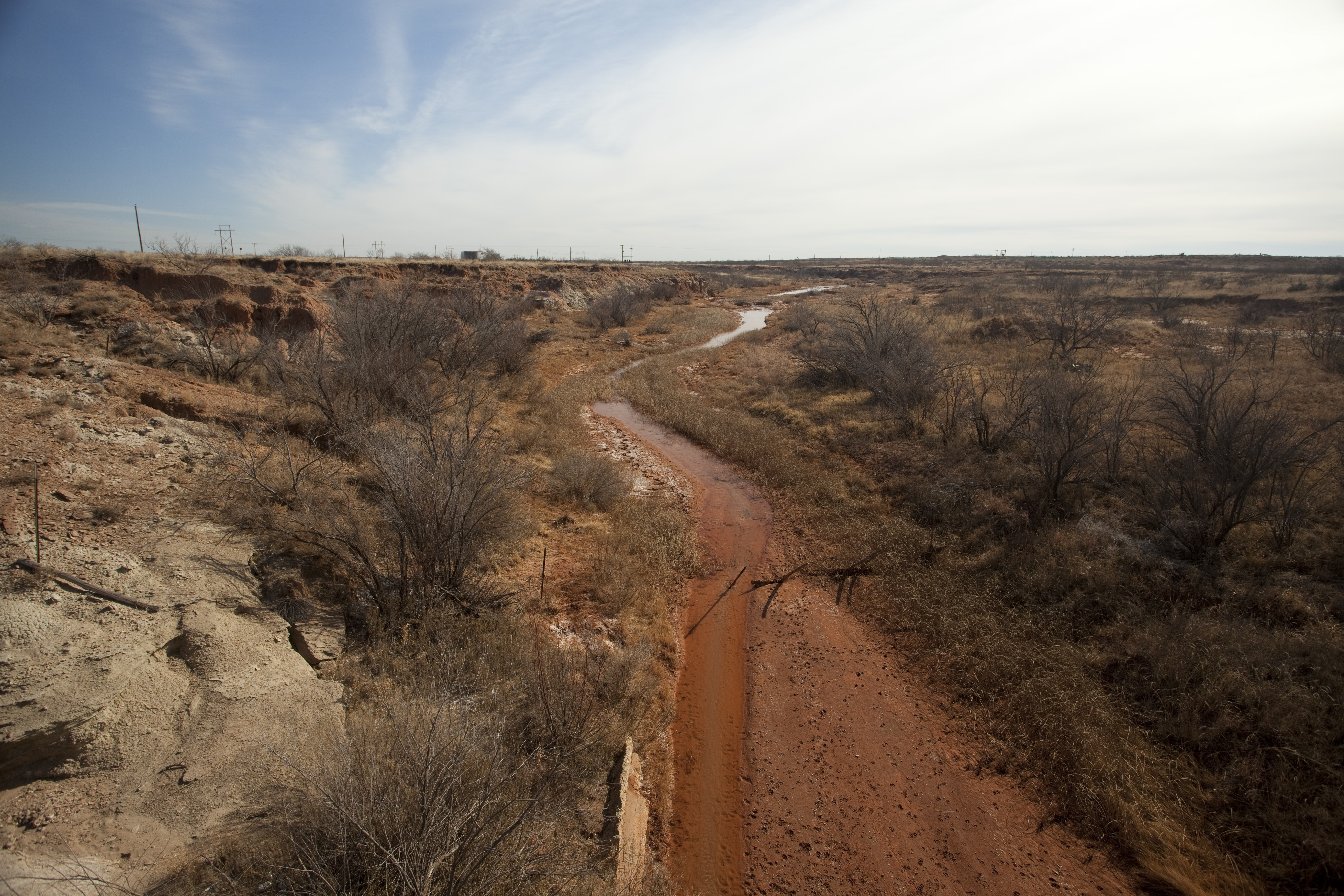
نهر كولورادو على بعد 5 ميل (8 كم) من مصدره على طول جرف كابروك، على حدود مقاطعة داوسون ومقاطعة بوردن.
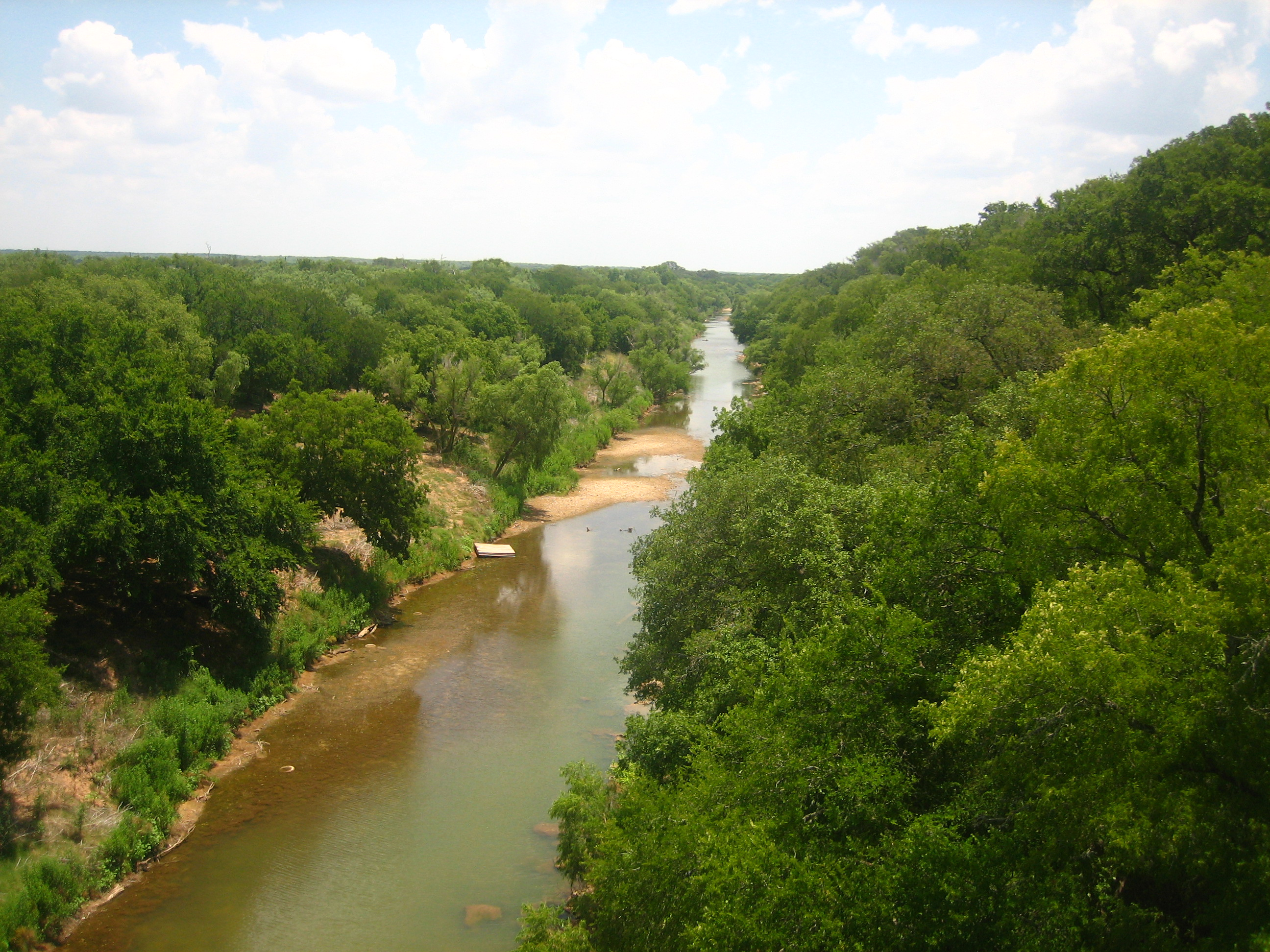
نهر كولورادو تحت جسر ريجنسي المعلق على حدود ميلز ومقاطعة سان سابا
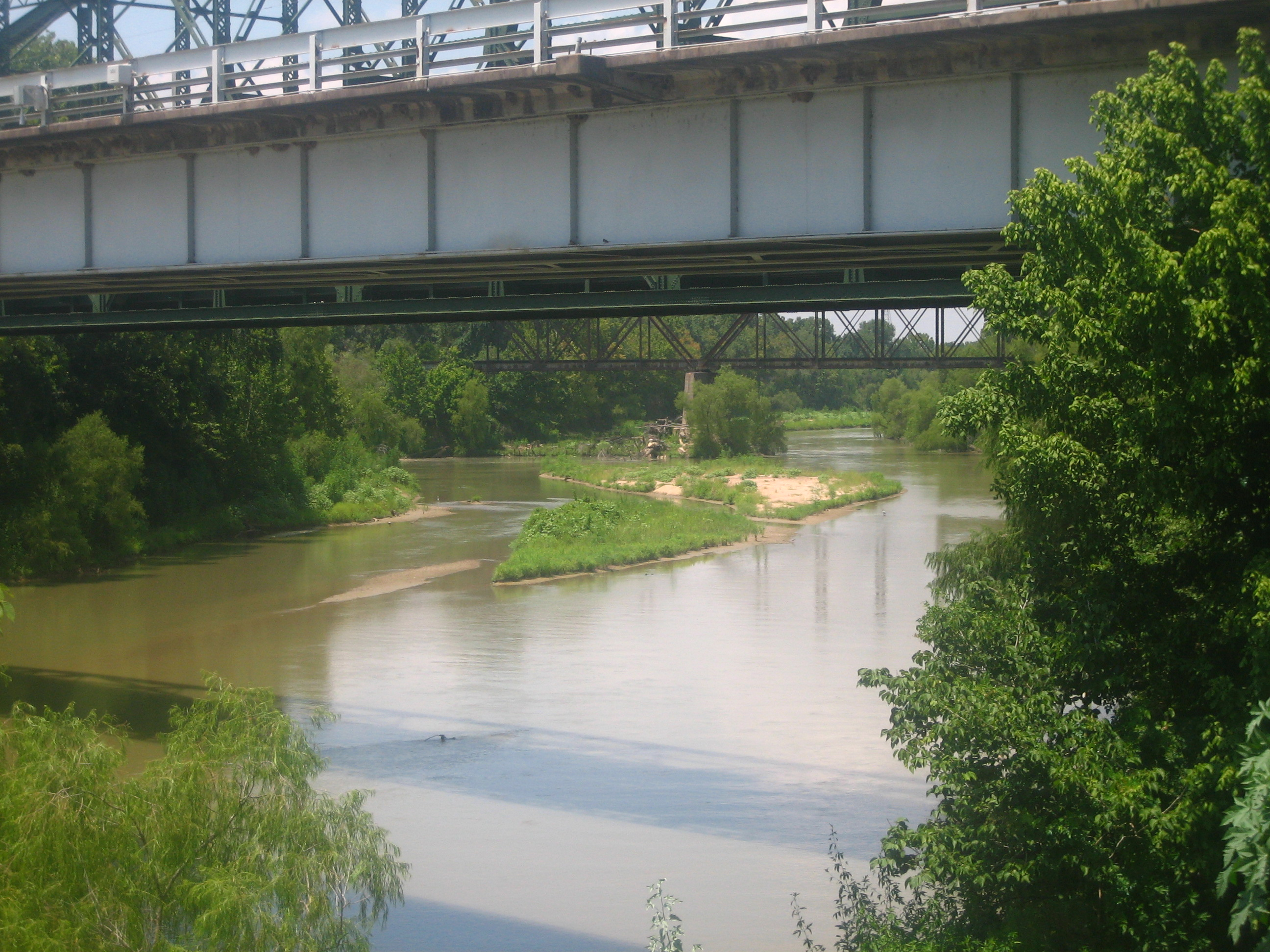
منظر خلاب لنهر كولورادو المتعرج تحت جسر علوي تحت طريق الولاية السريع 60 في وارتون
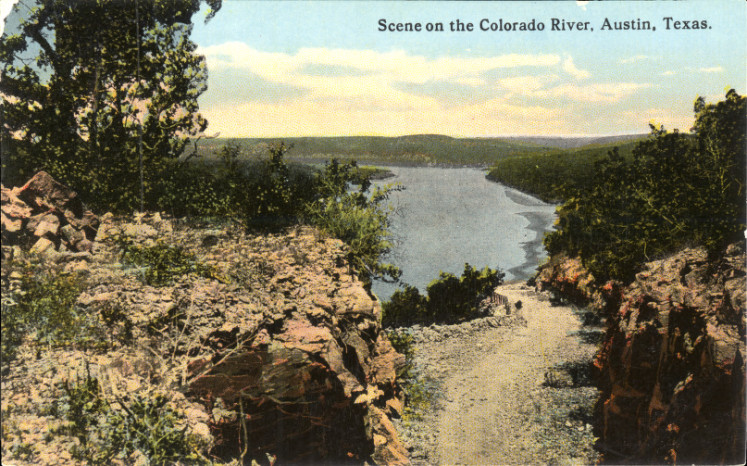
مشهد على نهر كولورادو ، أوستن ، تكساس (بطاقة بريدية ، ق. 1907 )
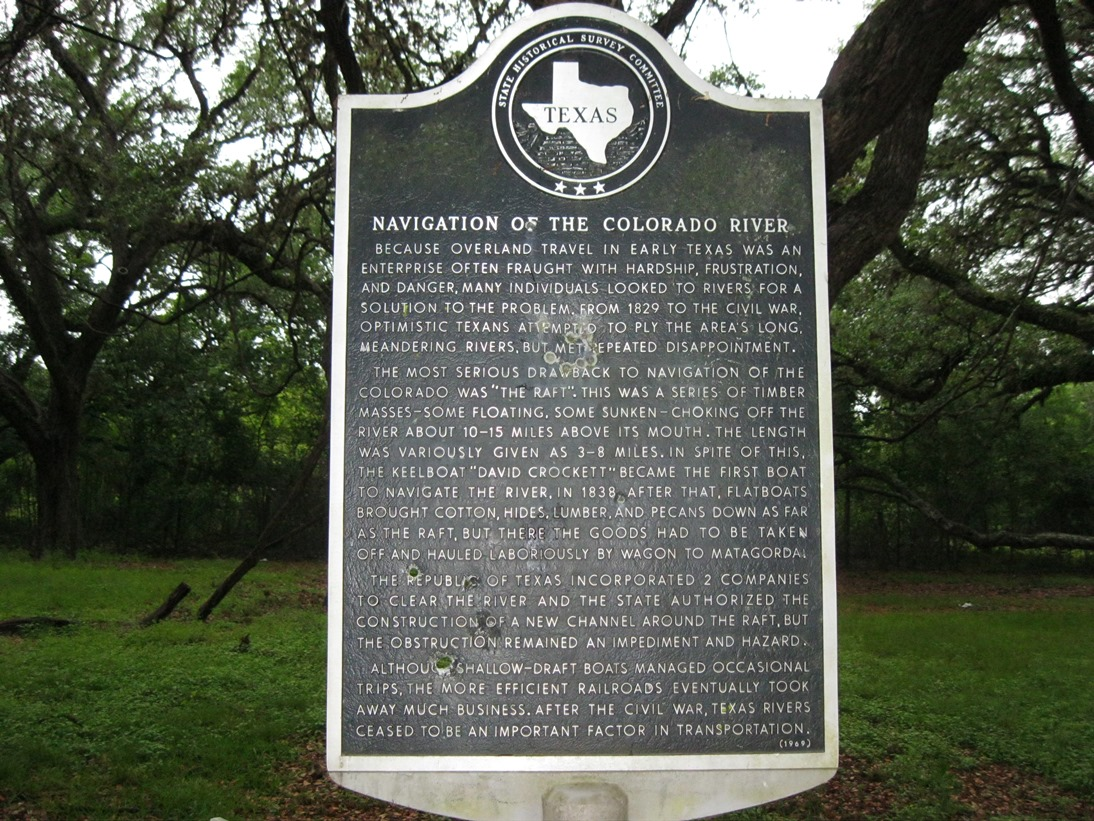
تشرح علامة تاريخية على الطريق السريع 90 بين بحيرة إيغل و ألتير صعوبة التنقل في نهر كولورادو السفلي في القرن التاسع عشر.
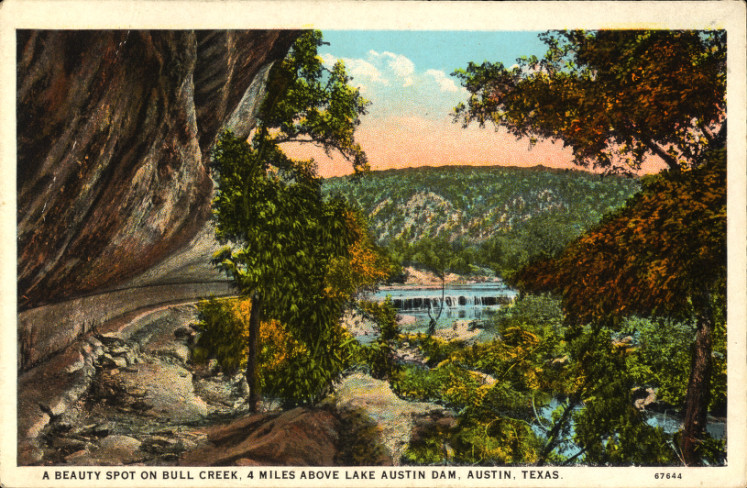
بطاقة بريدية قديمة لجدول بول في أوستن
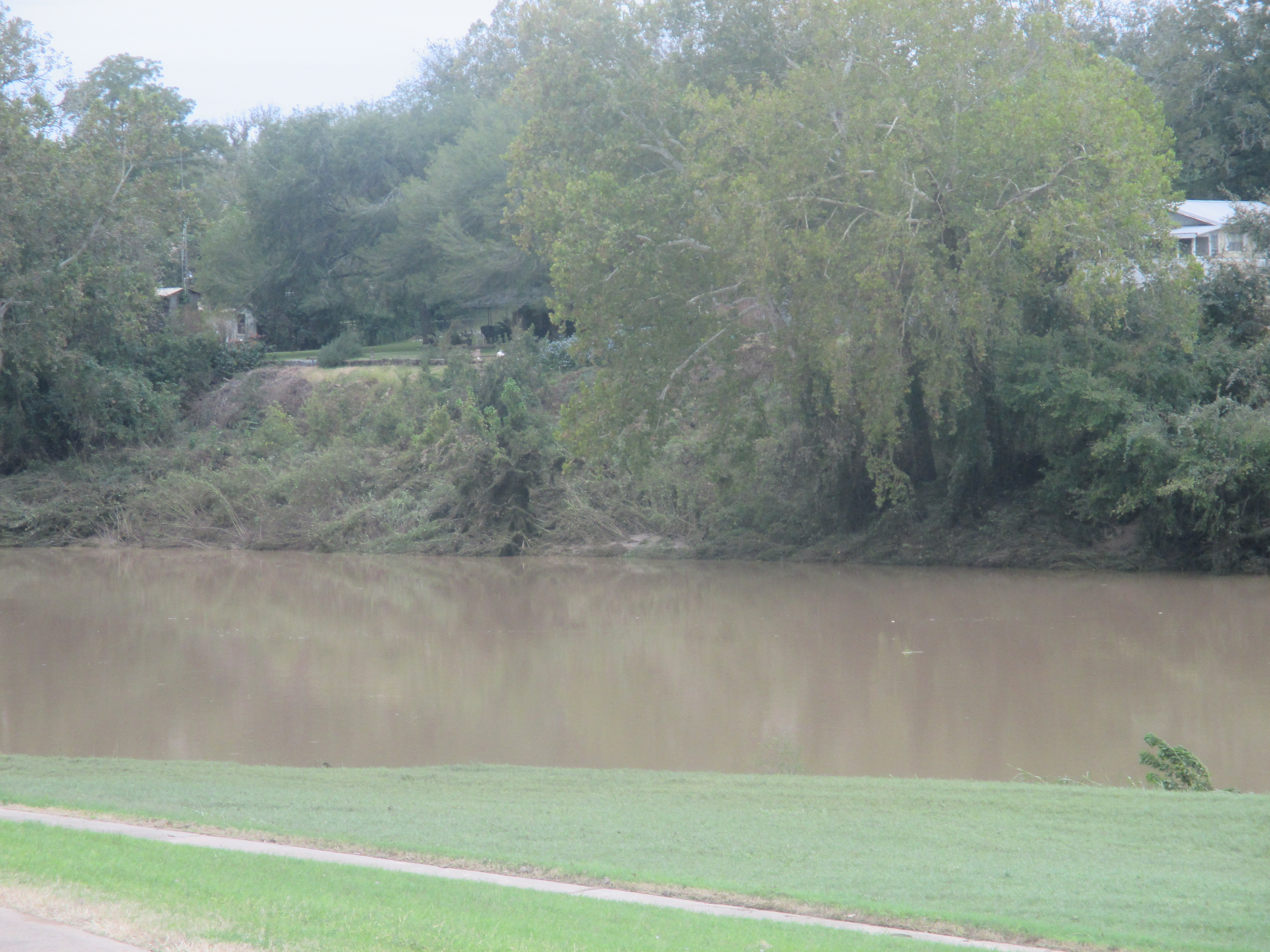
نهر كولورادو شرق كولومبوس، تكساس
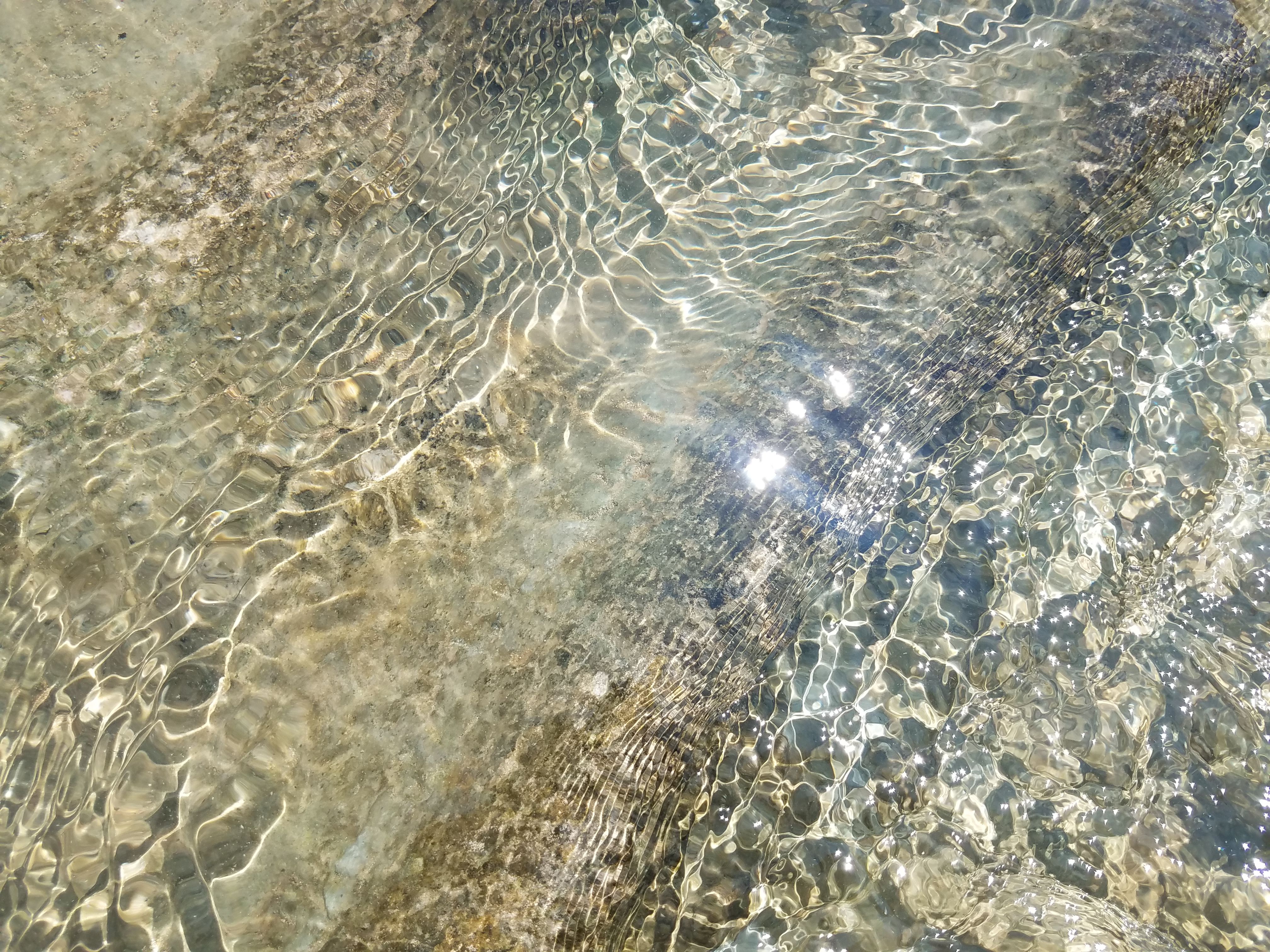
انعكاسات المياه على شلالات كولورادو

## أنظر أيضا
- كولورادو سيتي ، تكساس

## روابط خارجية
- نهر كولورادو من دليل تكساس على الإنترنت
- هيئة نهر كولورادو العليا
- هيئة نهر كولورادو السفلى